# Station Aalborg
Station Aalborg is een station in Aalborg in Denemarken. Aalborg ligt aan de lijnen Aalborg - Frederikshavn en Aarhus - Aalborg. Voorheen lag het ook aan de lijn Aalborg - Hadsund. De treindienst wordt uitgevoerd door DSB en Aalborg Nærbane.
Het huidige stationsgebouw dateert uit 1902 en is een ontwerp van de architect Thomas Arboe. Het verving een eerder station uit 1869 ontworpen door N.P.C. Holsøe.